# Joan Reixach
Pour les articles homonymes, voir Reixach.
Juan Rexach ou Joan Reixach est un peintre et miniaturiste valencien de style gothique international qui a été actif entre 1431 et 1482. La date de sa naissance est inconnue. Il est le fils du 
sculpteur Llorenç Reixac et est vraisemblablement né à Barcelone en 1411. Il a travaillé à Saragosse dès l'âge de 18 ans, avec le peintre Antonio Rull. Il possédait des propriétés à Barcelone. Le 2 mai 1447, il figure dans le testament de sa mère Constanza, décédée à Barcelone.
Il étudie dans l'atelier de Jaume Baçó Escrivà, surtout connu sous le nom de Jacomart, qui était peintre à la cour d'Alphonse V d'Aragon. Il travaille avec lui, mais finira par devenir plus important que son maître, dont il a terminé certains projets. Ils ont également signé ensemble plusieurs contrats, mais il est difficile de déterminer lesquelles de ces œuvres appartenaient à Reixach.
Il a été influencé par les styles alors dominants en Europe, tout particulièrement la peinture flamande. Les éléments d'architecture apparaissant dans ses tableaux évoquent les pays du nord. Son tableau de la Madone à l'enfant sur un trône est devenu un motif populaire dans la peinture valencienne. Avec la Crucifixion, ce tableau faisait partie d'un retable.
Il a travaillé en Catalogne, en Aragon et surtout dans le royaume de Valence. On peut encore voir ses grands retables dans leur endroit original à Xàtiva, à Segorbe, à La Pobla de Vallbona et à Villahermosa del Rio, ainsi qu'une Annonciation à Segorbe et un portrait du pape Benoît XIII (antipape) à Morella.
Ses œuvres les plus importantes sont des retables:
- Sainte Ursule et les onze mille vierges, du monastère de Cubells, maintenant au MNAC.
- L'Épiphanie provenant du couvent de Rubielos de Mora (Teruel), maintenant au MNAC.
- Retable de Saint Martin, au Musée de la cathédrale de Segorbe.
- Crucifixion et la Vierge avec les anges, maintenant au Norton Simon Museum de Pasadena (Californie).
- Retable de Sainte Catherine d'Alexandrie dans l'église de la Nativité de Notre-Dame à Villahermosa del Rio.
- Diptyque de l'Annonciation, maintenant au Musée national des Beaux-Arts (Chili).
- Polyptyque de la reine Marie de Castille avec Jacomart, au musée du Palazzo Lanfranchi.
- Portrait de Sainte Marguerite dans un retable de Saint-Michel réalisé pour l'église de Bocairente. Maintenant au MNAC
- Retable de Saint-Jacques , Église Saint-Jacques, La Pobla de Vallbona.

Le musée des beaux-arts de Valence conserve plusieurs de ses tableaux :
- Deux prédelles mesurant 58 x 345 cm et 111 x 321,5 cm, qui représentent respectivement huit et cinq scènes de la Passion du Christ.
- Cinq tableaux à l'huile d'environ 130 x 70 cm avec les figures du roi Salomon d'Israël et des prophètes Moïse, Isaïe, David et Daniel.
- Dormition de la Vierge, huile sur panneau réalisée vers 1460, 127 x 110 cm

- La Crucifixion et la Transfiguration du Christ - Musée Goya à Castres[3].

Ses tableaux se trouvent aussi en Italie, en Californie et au Chili. On lui attribue un panneau peint sur ses deux faces (d'un côté le visage de la Vierge de l'autre le visage du Christ) conservé au musée du Louvre.

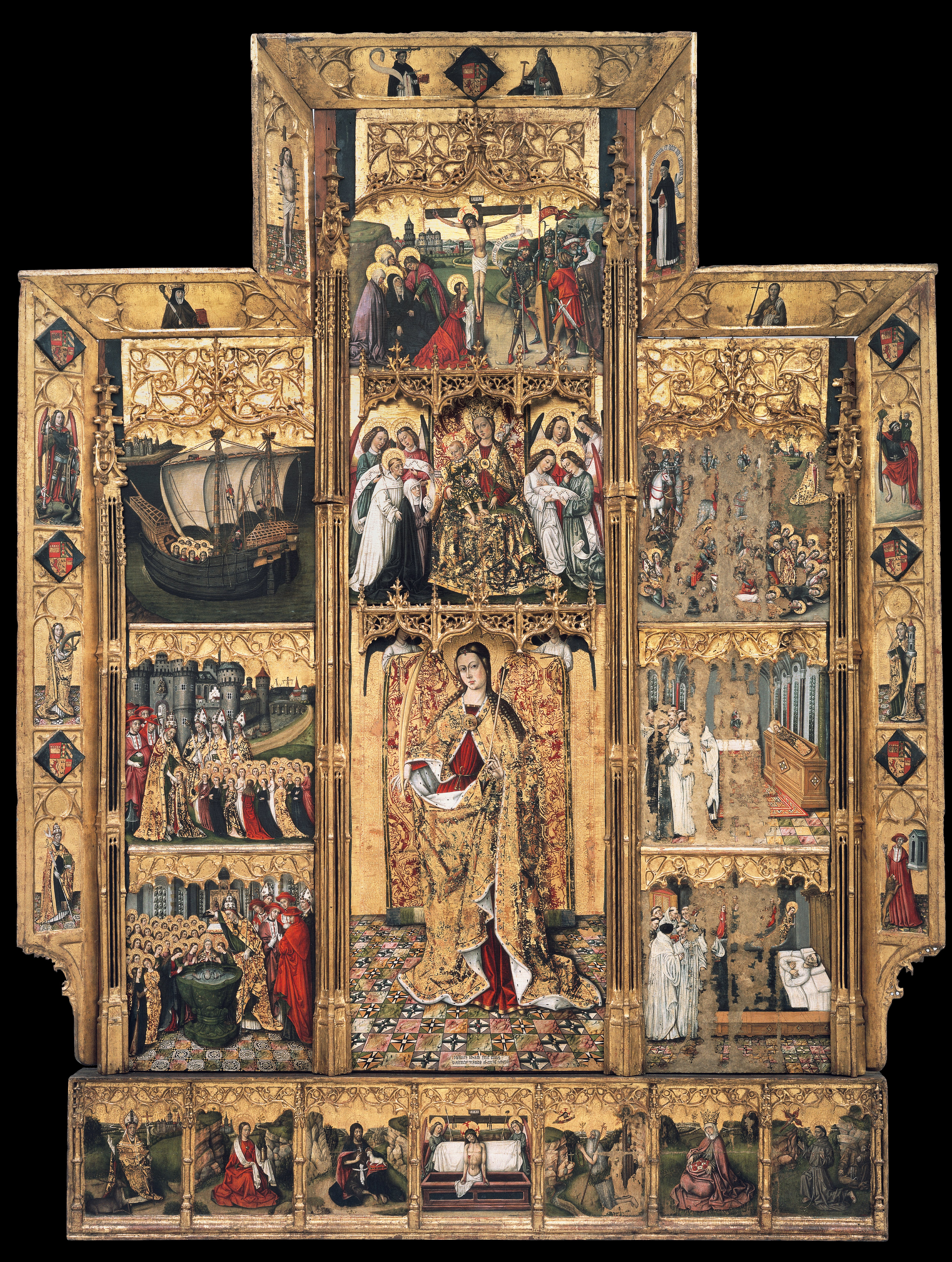
Retable de Sainte Ursule et les onze mille vierges MNAC
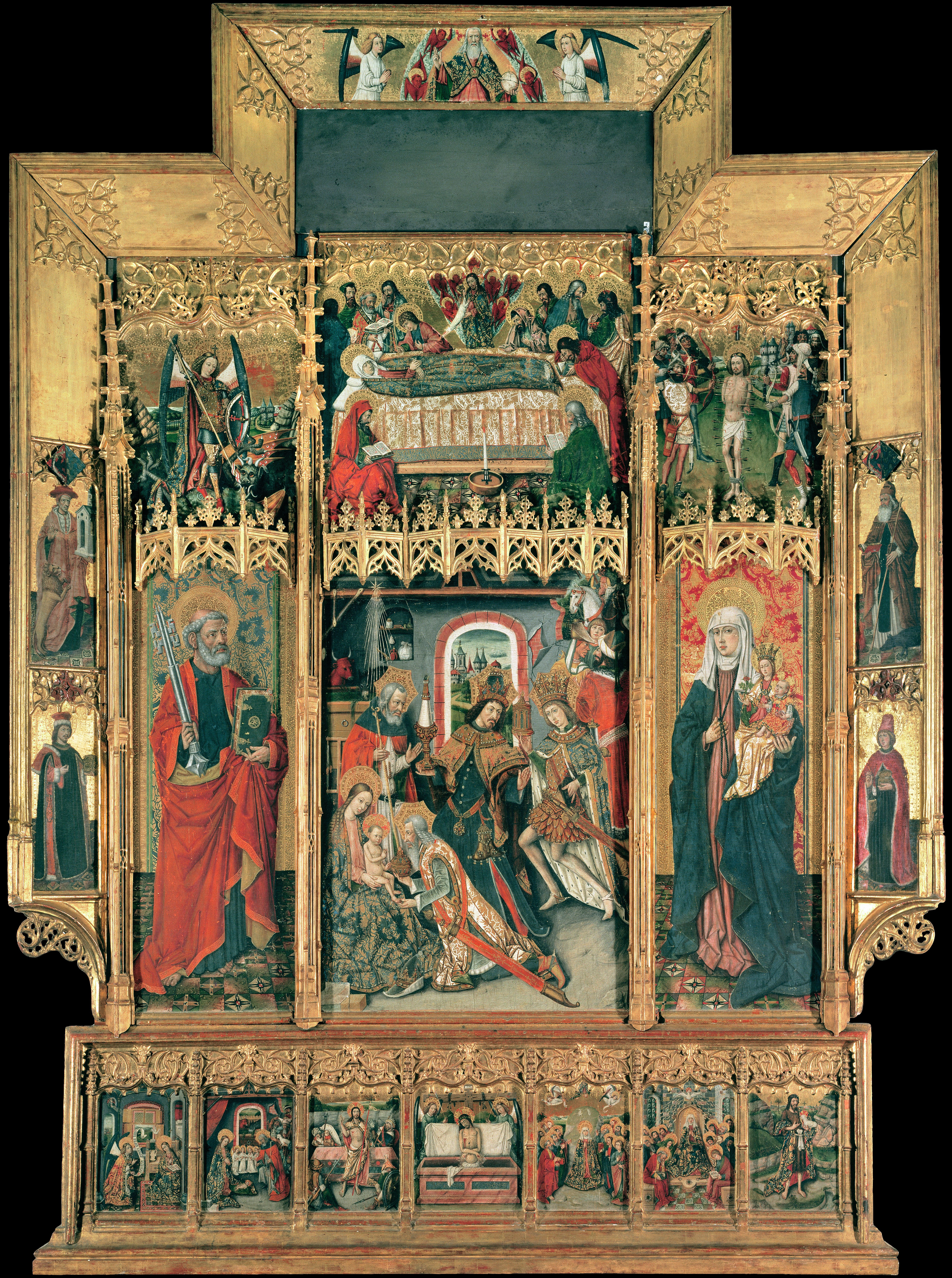
Retable de l'épiphanie MNAC
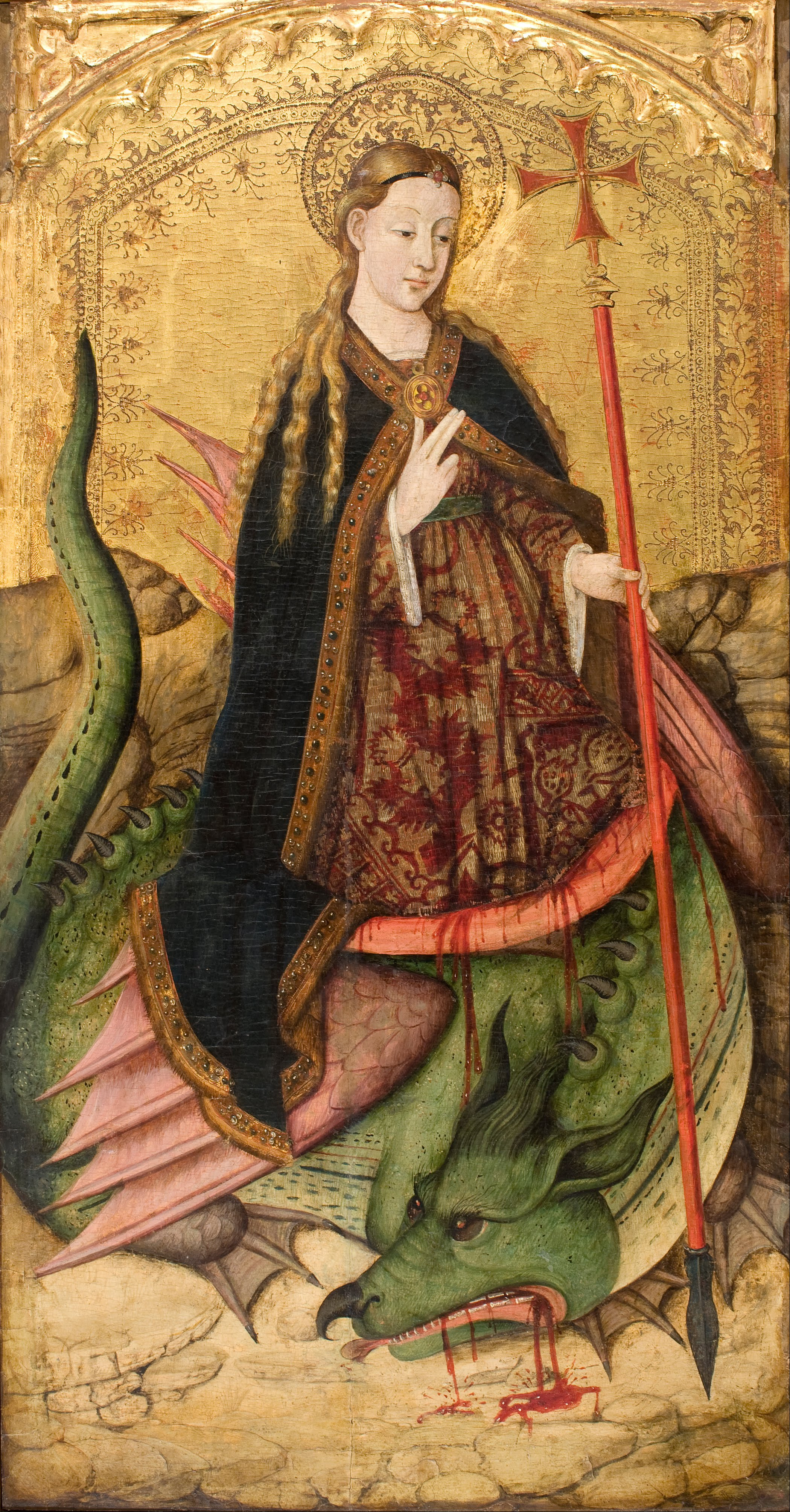
Sainte Marguerite MNAC
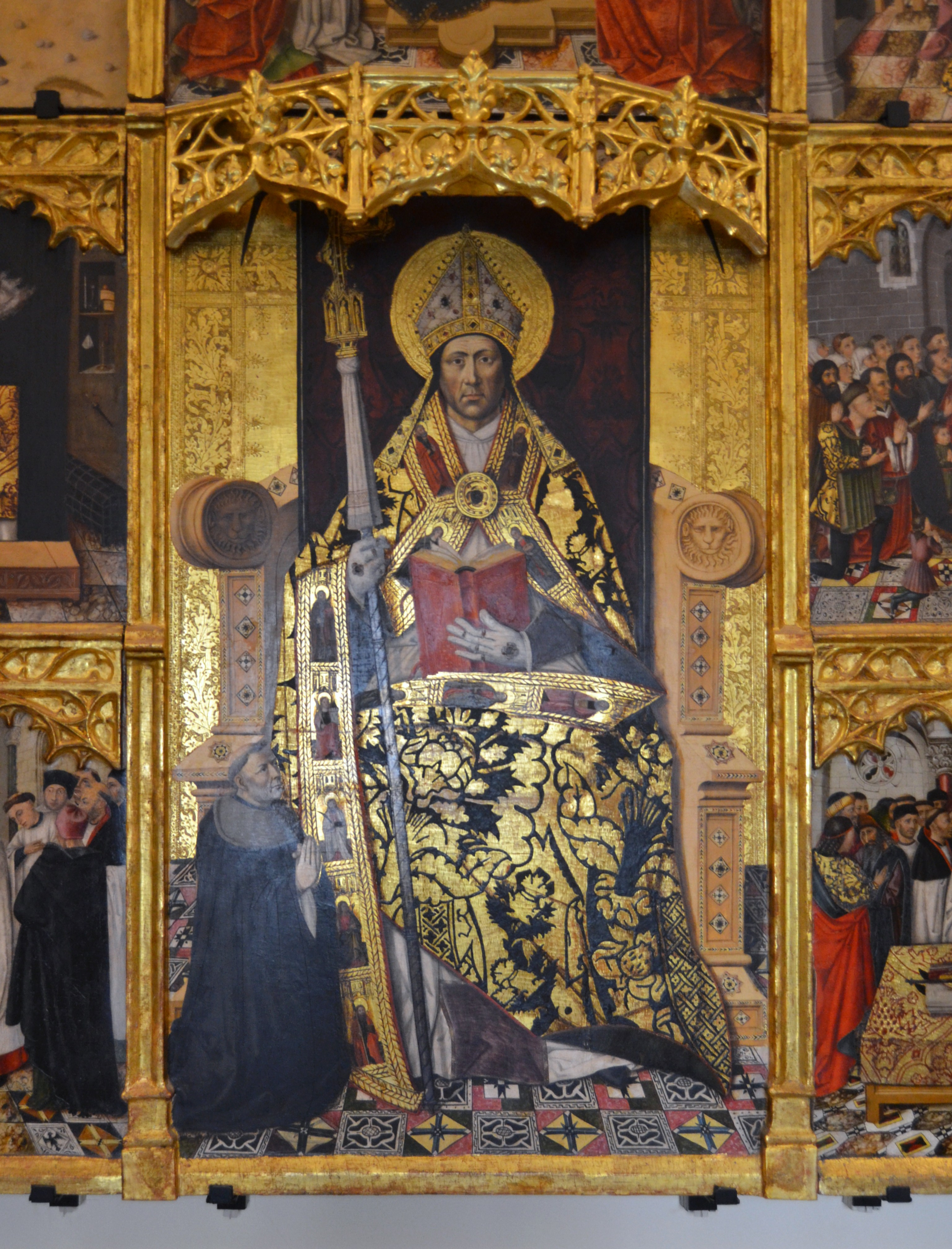
Centre du Retable de Saint Martin Musée de la cathédrale de Segorbe
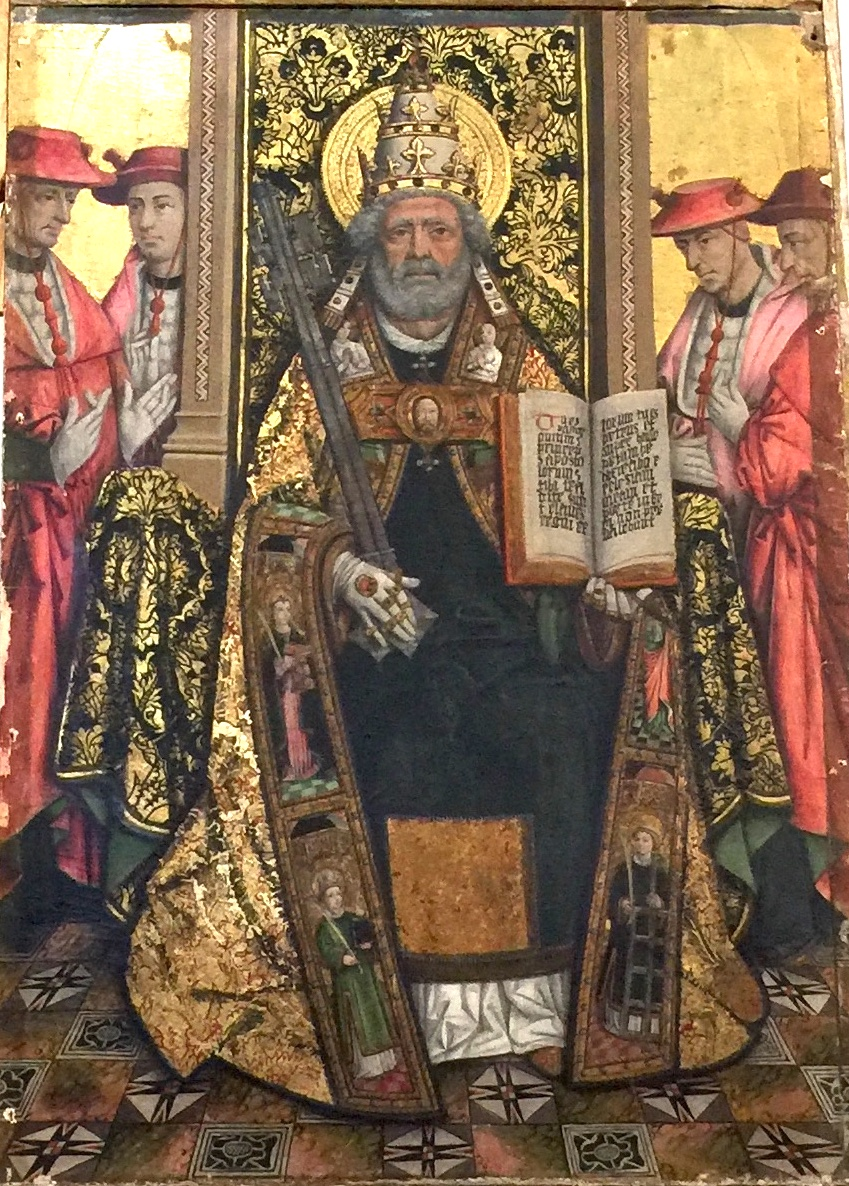
Portrait du Papa Luna Basilique Santa Maria de Morella.
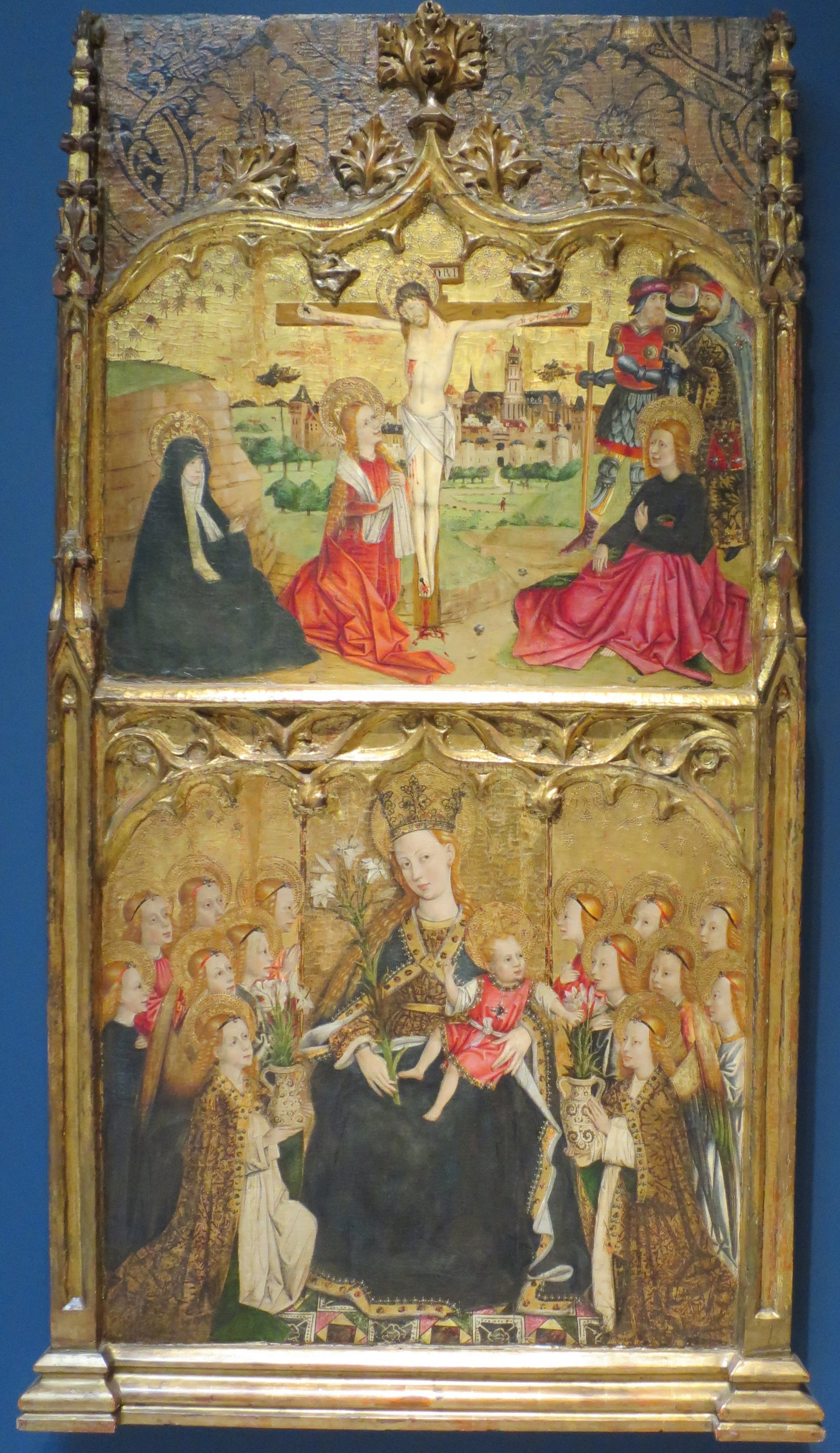
Crucifixion et Madone à l'enfant sur un trône Norton Simon Museum
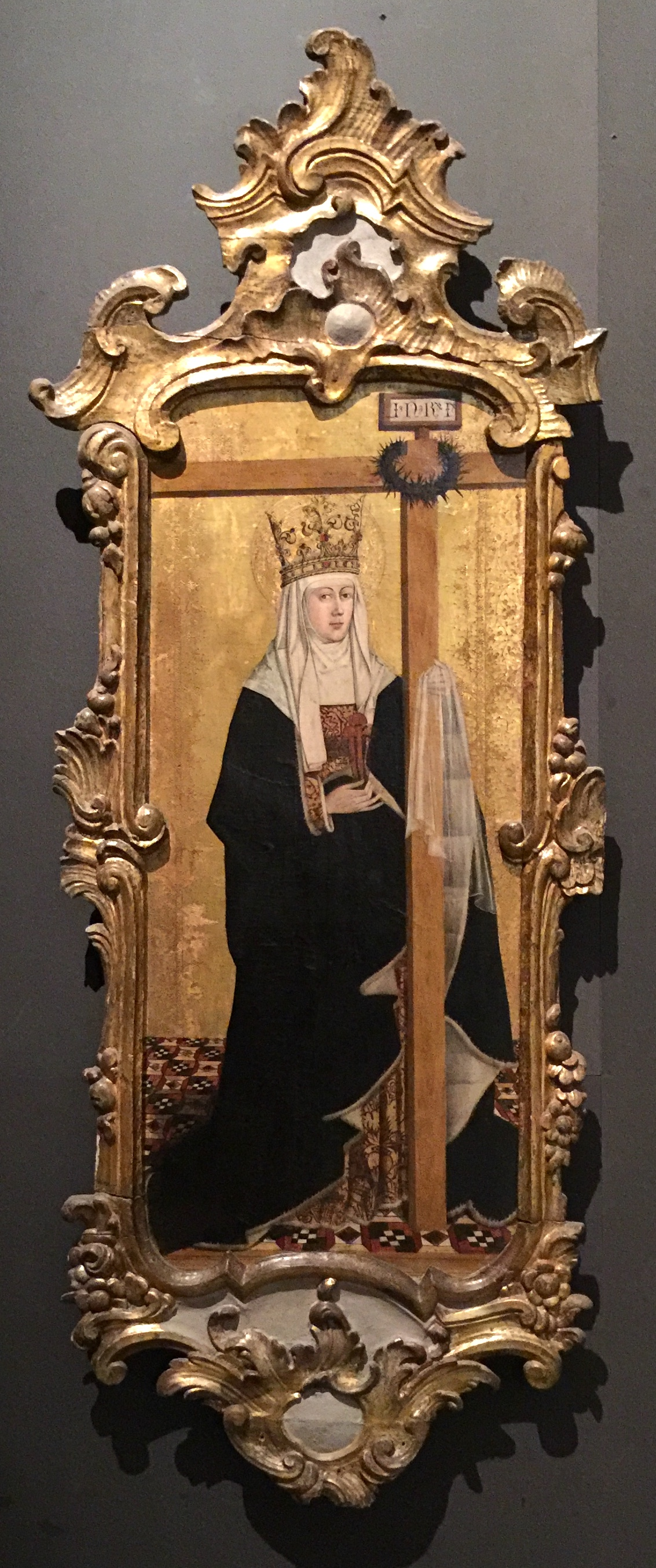
Sainte Hélène (avec Jacomart) Cathédrale de Xàtiva
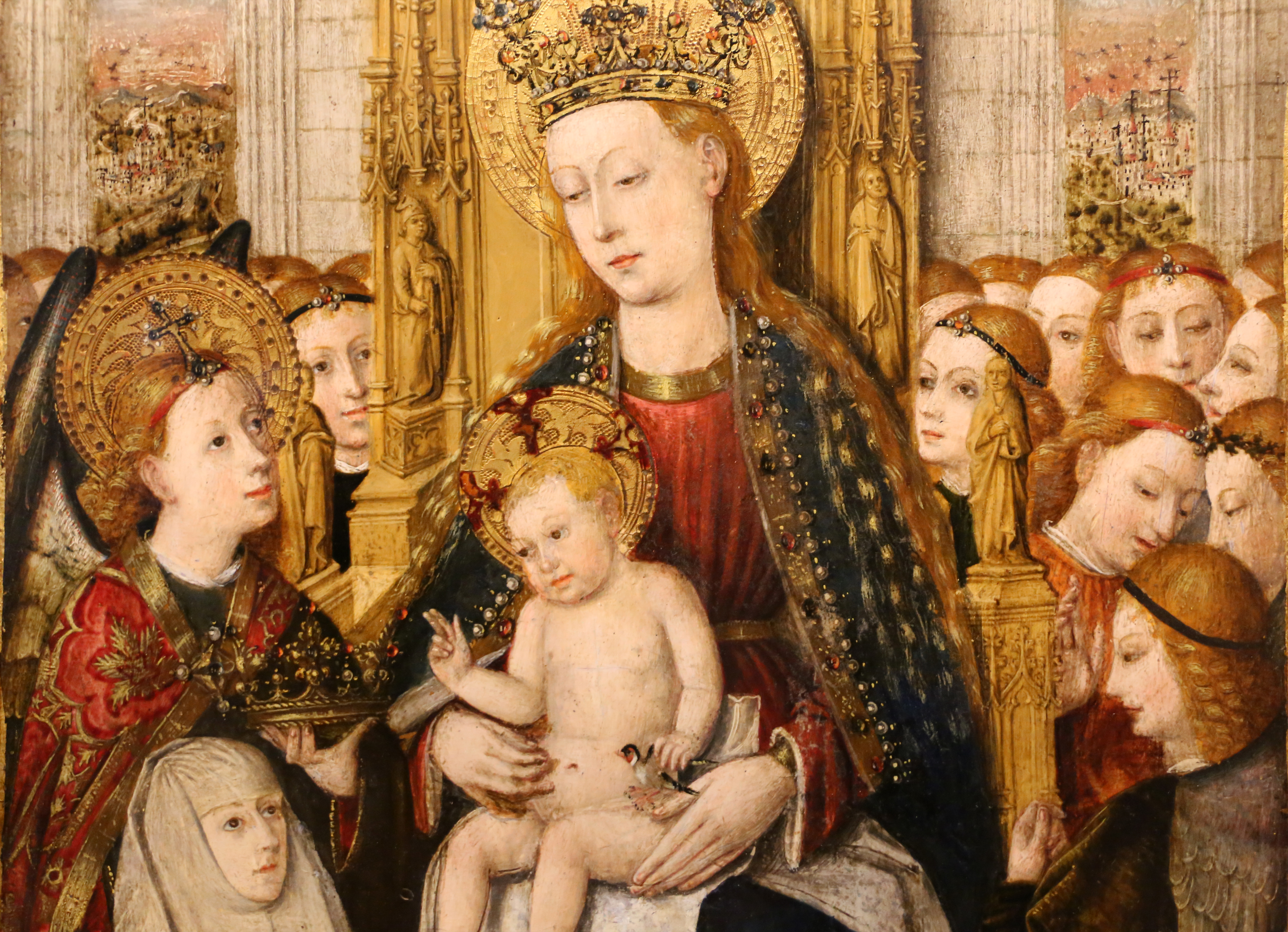
Polyptyque de la reine Marie de Castille (avec Jacomart) Palazzo Lanfranchi
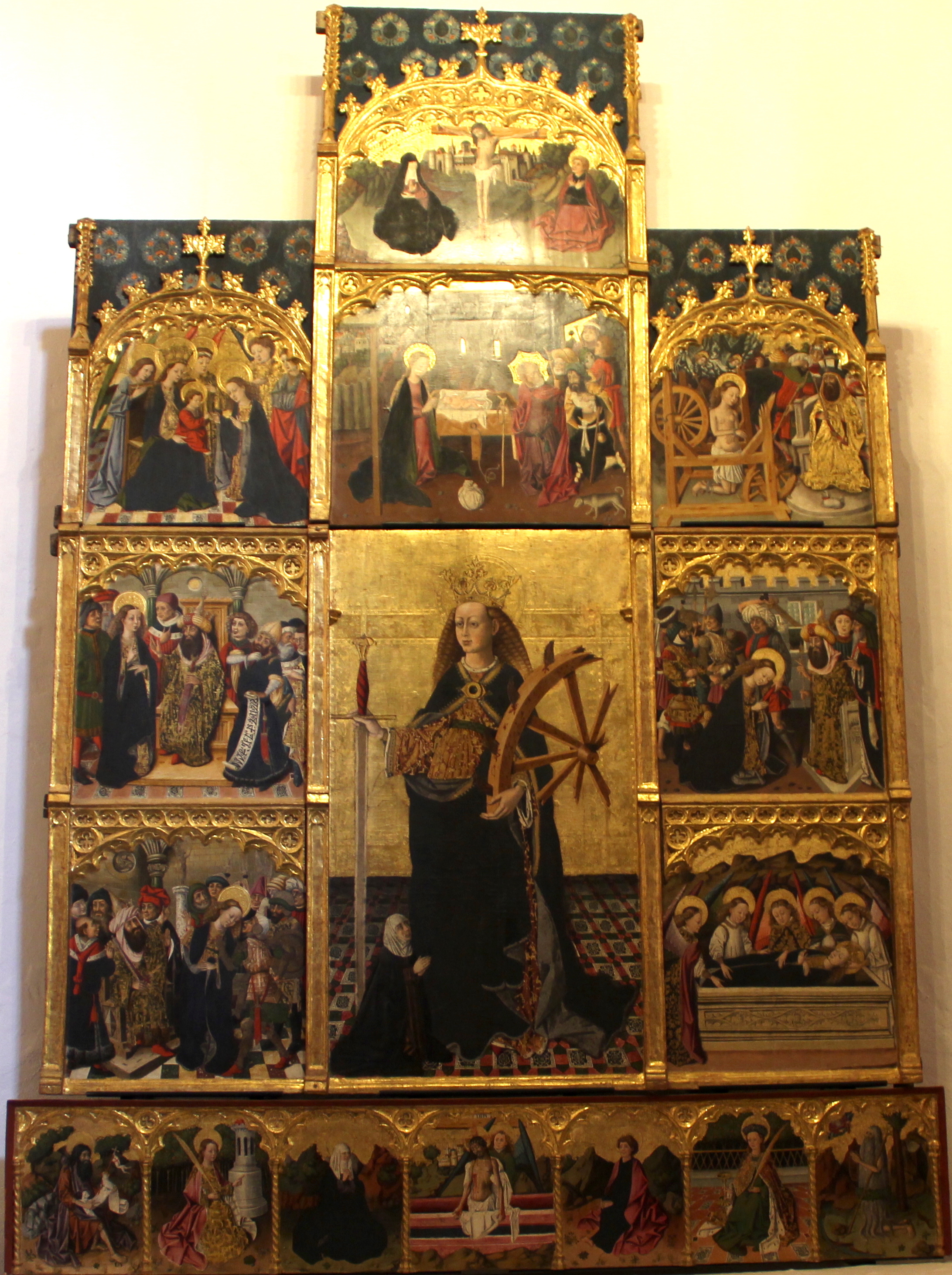
Retable de Sainte Catherine Église de Villahermosa del Rio
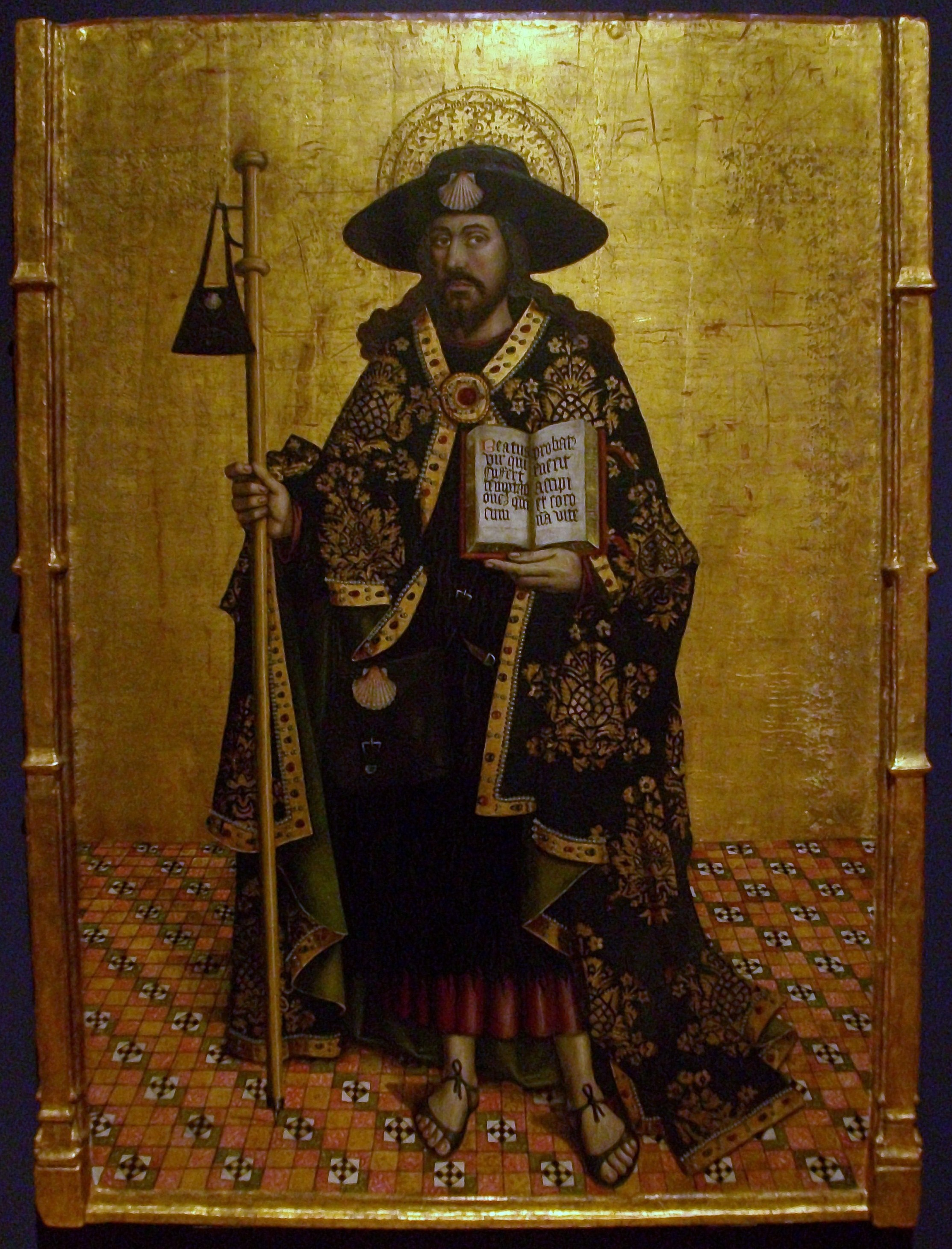
Retable de Saint-Jacques (détail) La Pobla de Vallbona.
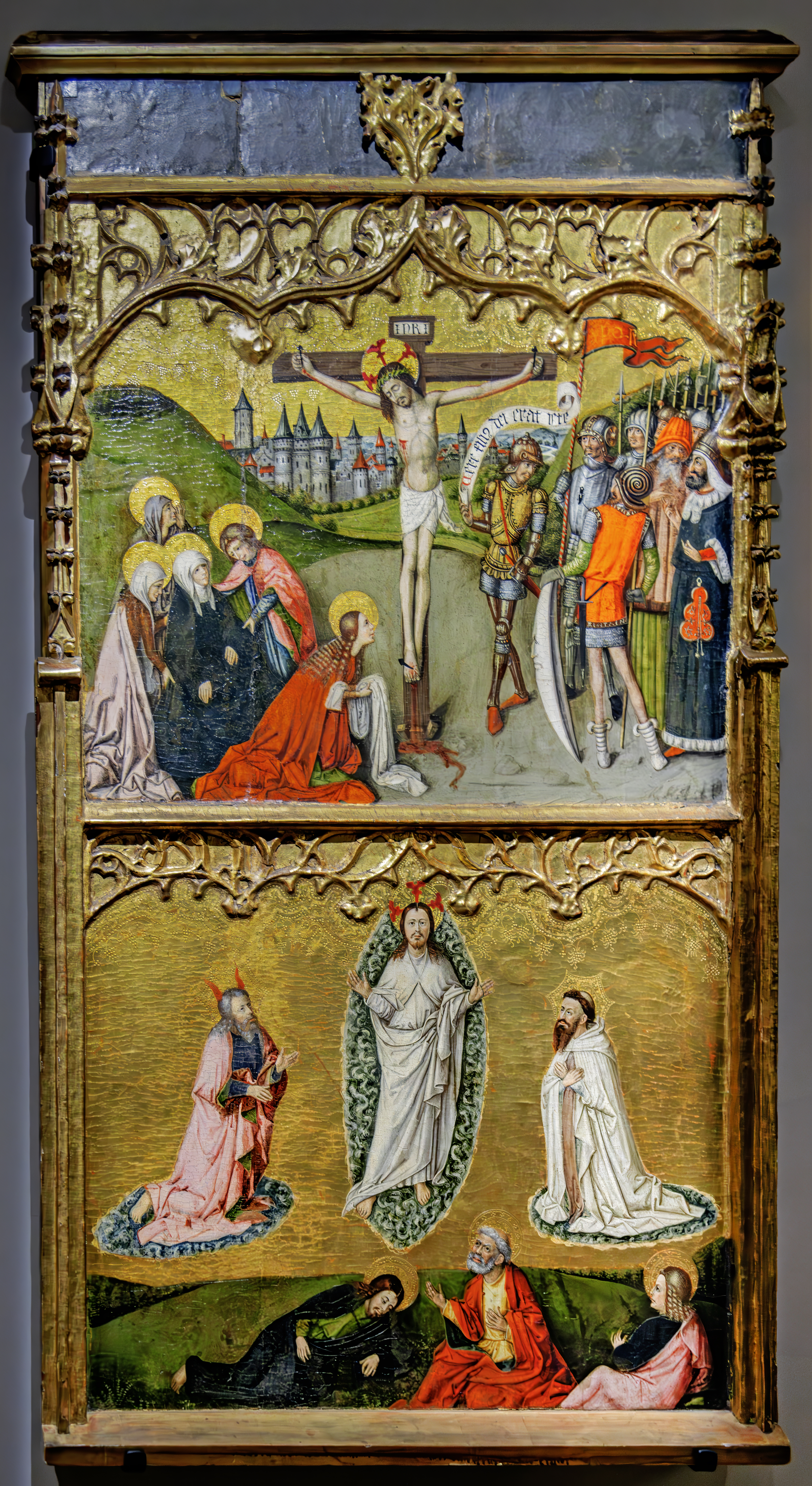
La Crucifixion et la Transfiguration du Christ - Musée Goya